# Sierra de Pastos Grandes
La sierra de Pastos Grandes es una formación montañosa en el departamento de Los Andes en la provincia de Salta en el noroeste de Argentina, que posee una elevación de 4662 m s. n. m.  Se encuentra en adyacencias de los cerros Llanaleri, Rumibola y Áspero.
La sierra de Pastos Grandes se encuentra a unos 20 km al sur de la localidad de San Antonio de los Cobres.

## Flora y Clima
Predomina una zona de alta montaña adaptada a un clima continental extremo (amplitud térmica que incluso en un día puede pasar de -40 °C a 40 °C), los relictos de árboles y arbustos que se mantienen son el llamado queñoa y el churqui, abundan también los cactos llamados cardones y en las zonas relativamente húmedas y resguardadas del viento, los "colchones" o "cojines"  de hierbas tupidas llamadas tolares.